# Nephrotoma xizangensis
Nephrotoma xizangensis là một loài ruồi trong họ Ruồi hạc (Tipulidae). Chúng phân bố ở vùng sinh thái Palearctic.